# Myiarchus semirufus
A Myiarchus semirufus a madarak osztályának a verébalakúak (Passeriformes) rendjébe, a királygébicsfélék (Tyrannidae) családjába tartozó faj.

## Rendszerezése
A fajt Philip Lutley Sclater és Osbert Salvin írták le 1838-ban. Egyes szervezetek a Muscifur nembe sorolják Muscifur semirufus néven.

## Előfordulása
Peru területén, a Csendes-óceán partvidéke és az Andok között elterülő síkságon honos. Természetes élőhelyei a szubtrópusi és trópusi szavannák és cserjések, valamint szántóföldek. Állandó, nem vonuló faj.

## Megjelenése
Testhossza 19 centiméter.

## Természetvédelmi helyzete
Az elterjedési területe nem nagy, egyedszáma 2500-9999 példány közötti és csökken. A Természetvédelmi Világszövetség Vörös listáján sebezhető fajként szerepel.